# Secinaro
Secinaro är en ort och kommun i provinsen L'Aquila i regionen Abruzzo i Italien. Kommunen hade 344 invånare (2018).